# 窓口処理機
窓口処理機（まどぐちしょりき）あるいは窓口精算機（まどぐちせいさんき）とは、鉄道駅の改札口あるいは精算窓口で使用される駅務機器の一つで、自動改札機の入出場時に不具合があった場合に対応する等のため、駅係員が操作し、磁気式乗車券や乗車カードのエンコード・デコードを行う機器である。

## 概要
磁気式乗車券やICカード（いずれも定期券を含む）に対して、乗車時の入場情報を読み取った上で、以下のいずれかの処理を行うものである。
- 処理駅までの運賃を自動計算し、不足賃を算出する。算出された不足賃は、駅員が現金で収受するか、チャージ額から減じた上で出場情報を記録（エンコード）する。
- 定期乗車券やICカードで入場し現金精算した場合は、次回使用時のために、入場情報を消去（デコード）する。

自動精算機では処理できない、データ不良の乗車券・乗車カードの処理を行うのに用いたり、定期券・ICカードの入出場記録が正しくないために自動改札機を通過できない場合に、入出上記録の整合を図ったりするために用いられる機器である。
構造はタッチパネル式のディスプレイと据え置き型のカードリーダーなどで構成されている。

## 主な製造メーカー
- JR西日本テクシア[1]
- 東洋電機製造[5]
- オムロン

東芝では、窓口処理業務に定期券や乗車券類の発券機能を備えた多機能型の窓口処理機を開発している。

## トラブルなど
- 前述の通り、駅員が操作する前提で設計されていることを悪用し、2011年に、社員が他社線から職務乗車証で入場し、自社線内で出場した後に窓口処理機で入場記録を消去することで他社線に無賃乗車していた不正利用の事例が東日本旅客鉄道（JR東日本）[2]や東海旅客鉄道（JR東海）[3]で発覚しており、これを受けて各社では、職務乗車証で他社の自動改札を通過できなくする改修を行っている。
- 東京急行電鉄で行われた監査の結果、2014年に綾瀬駅発西日暮里駅経由の連絡普通乗車券に適用される特例措置[注釈 1]を窓口処理機のプログラムに反映できていなかったため、窓口処理機で算出された不足賃を過剰に算出するというミスが判明し、改修が行われたという事案がある[7]。

### 注記
1. ↑  綾瀬駅以北のJR常磐線の駅から北千住駅 - 西日暮里駅間を東京メトロ千代田線で乗車し、再びJR線に乗車する場合、一部の駅間で運賃の割引が発生する。「首都圏ICカード相互利用サービス#普通運賃の計算方法について」を参照。